# Chetogena innocens
Chetogena innocens är en tvåvingeart som först beskrevs av Christian Rudolph Wilhelm Wiedemann 1830.  Chetogena innocens ingår i släktet Chetogena och familjen parasitflugor. Inga underarter finns listade i Catalogue of Life.